# Громовий Денис Володимирович
Дени́с Володи́мирович Громовий (23 січня 1987, с. Ємилівка Голованівського району Кіровоградської області — 26 серпня (або 31) серпня 2014, смт Велика Новосілка (або під м. Іловайськ)) — український військовик, старший оператор гранатомета 3-го батальйону 51-ї окремої механізованої бригади (Володимир-Волинський). Кавалер ордена «За мужність» III ступеня (2015, посмертно), почесний громадянин Тернопільської області (2022, посмертно), почесний громадянин міста Чорткова (2022, посмертно).

## Життєпис
Народився 1987 року в селі Ємилівка (Голованівський район, Кіровоградська область). У 1994—2004 роках навчався в Ємилівській загальноосвітній школі І-ІІІ ступенів. Після закінчення школи, весною 2005 року пішов на службу до збройних сил України. Проходив службу у військовій частині м. Біла Церква.
Після проходження служби проживав і працював у м. Київ. У 2007 року одружився і переїхав на постійне місце проживання в Тернопільську область.
Мобілізований 11 квітня 2014 року. Старший оператор гранатомета, 51-а окрема механізована бригада.
3-й батальйон бригади опинився в оточенні біля Оленівки, під постійним артобстрілом. Під час танкової та артилерійської атаки російських бойовиків під Іловайськом та Старобешевим та обстрілу з РСЗВ «Град» 25-26 серпня загинули та потрапили у полон десятки військовослужбовців 51-ї бригади. Також бригада понесла втрати під час виходу з оточення 31 серпня, колона була розстріляна російськими бойовиками. За іншими даними загинув у Великоновосілківському районі Донецької області.
За одними джерелами загинув 26 серпня 2014-го в бою під Іловайськом під час виходу з оточення, за іншими — помер від важого поранення, перебуваючи в районній лікарні смт Велика Новосілка Донецької області, після надання необхідної медичної допомоги та проведеної хірургічної операції його серце перестало битися ранком 31 серпня. Можливо, був поранений під Іловайськом, а помер у лікарні Великоновосілківського району після операції.
5 вересня у Катедральному соборі Верховних апостолів Петра і Павла міста Чорткова відбулась панахида за загиблим воїном Денисом Громовим. У рідному селі в останню путь його проводжали рідні та односельці, а також земляки із навколишніх сіл, Чортківського і сусідніх районів, з Тернополя.
Похований у селі Росохач Чортківського району Тернопільської області.
Залишилися дружина Галина та двоє синів — річний Максимко 2011 р.н і Дмитрик 2008 р.н.

## Нагороди і вшанування
- орден «За мужність» III ступеня (13 серпня 2015, посмертно) — за особисту мужність і героїзм, виявлені у захисті державного суверенітету та територіальної цілісності України, вірність військовій присязі під час російсько-української війни[3];
- почесний громадянин Тернопільської області (26 серпня 2022, посмертно)[4];
- почесний громадянин міста Чорткова (18 серпня 2022, посмертно)[5]
- Його портрет розміщений на меморіалі «Стіна пам'яті полеглих за Україну» у Києві: секція 4, ряд 4, місце 7
- Вшановується 31 серпня на щоденному ранковому церемоніалі вшанування українських захисників, які загинули цього дня у різні роки внаслідок російської збройної агресії[6]
- Почесний громадянин Сокальської міської територіальної громади (2024; посмертно)[7]